# Seriate
Seriate är en ort och kommun i provinsen Bergamo i regionen Lombardiet i Italien. Kommunen hade 23 385 invånare (2018).